# Бюлер, Иоганн Георг
Иоганн Георг Бюлер (нем. Johann Georg Bühler; 19 июля 1837 года — 8 апреля 1898 года) — профессор, исследователь древних индийских языков и законов.

## Биография
Георг Бюлер родился 19 июля 1837 года в Борстеле (Ганновер, Германский союз). Окончил высшую школу в Ганновере, где он изучал греческий язык и латынь, затем университет в Гёттингене по специальности теологии и философии, где он изучал философию, санскрит, язык зенд, персидский, армянский и арабский языки. В 1858 году он защитил докторскую по восточным языкам и археологии, он исследовал суффикс «-tês» в греческой грамматике. В том же году он уехал в Париж для изучения манускриптов на санскрите, в 1859 году с той же целью — в Лондон, где он остался до октября 1862 года. Во время пребывания в Англии он в основном изучал ведийские манускрипты в библиотеке Оксфордского университета, в 1861 году он был назначен помощником библиотекаря при частной библиотеке английской королевы.
Осенью 1862 года Георг Бюлер был назначен ассистентом в библиотеку Гёттингена, куда он переехал в октябре того года. Там он получил (вместе с профессором Максом Мюллером) приглашение в Колледж санскрита Варанаси в Индии. Также он получил (также с Максом Мюллером) приглашение профессора восточных языков эльфинстонской коллегии в Бомбее, на которое он незамедлительно ответил согласием и 10 февраля 1863 года прибыл в Бомбей. В следующем году Бюлер стал членом научного общества в университете Бомбея и членом бомбейского филиала Королевского азиатского общества. В 1864 году был назначен профессором древней истории в университете Бомбея, а в 1866 году главным инспектором над занятиями санскритом в деканской коллегии в Пунье. В 1868 году он стал инспектором северного отдела (Гуджарат), и в том же году принялся вместе с Кильгорном (а с 1870 года один) за отыскивание санскритских рукописей. Он справлялся с большим успехом с обеими должностями; округ, где он был инспектором, включал в себя более 65000 квадратных миль и 5 миллионов жителей. При своем вступлении он принял 730 школ с 47883 учениками, а, выйдя в 1886 году по болезни в отставку, оставил 1763 школы с 101970 учениками.
За время пребывания он собрал множество текстов для индийского правительства и библиотек Берлина, Кембриджского и Оксфордского университетов.
В 1878 году он опубликовал свои переводы Пайялаччхи (старейший словарь пракрита). Он также взял на себя ответственность за переводы Апастамбы и других текстов для многотомника Макса Мюллера «The Sacred Books of the East», включающего компиляцию и переводы древнеиндийских текстов. По возвращении из Индии Бюлер принял в 1881 году профессуру по кафедре санскрита в Венском университете.
8 апреля 1898 года Георг Бюлер утонул в Боденском озере.

## Избранные труды
- Prakrit dictionary Paiyalacchinamamala («Beiträge zur kunde der indogermanischen sprachen», Göttingen 1878)
- Erklärung der Ashokainschriften («Zeitschrift der deutschen morgenländischen gesellschaft», 1883—1893)
- The roots of the Dhatupatha not found in literature («Wiener zeitschrift für die kunde des morgenlandes», 1894)
- On the origin of the Kharosthi alphabet (ibid. 1895)
- Digest of hindu law cases (1867—1869; 1883)
- Panchatantra with English notes («The Bombay sanscrit series», 1868; 1891)
- Apastambiya Dharmasutra (1868—1871; 1892—1894)
- Catalogue of sanskrit manuscripts from Gujarat (4 vol., 1871—1873)
- Dachakumaracharita, with English notes («Sanscrit series» no. 10, 1873, 1887; II, with P. Peterson)
- Vikramankacharita with an introduction (1875)
- Detailed report of a tour in Kashmir (1877)
- Sacred laws of the Aryas (I, 1879; II, 1883; vols. 2 and 14, «The Sacred Books of the East»)
- Third book of sanscrit (1877; 1888)
- Leitfaden für den elementarcursus des sanskrit (1883)
  - Руководство к элементарному курсу санскритского языка [Текст] / Г. И. Бюлер; пер. под ред. Ф. И. Щербатского ; Российская акад. наук, Ин-т языкознания. — Москва : АБВ, 2016. — XXXVII, VII, 159, [1] с. : портр., табл.; 23 см. — (Bibliotheca Sanscritica; т. 6).; ISBN 978-5-906564-18-4 : 1000 экз.
- Inscriptions from the caves of the Bombay presidency («Archaeological reports of Western India», 1883)
- Paleographic remarks on the Horrinzi palmleaf manuscript («Anecdota oxoniensia», 1884)
- The laws of Manu translated («The Sacred Books of the East», vol. 25, 1886)
- Translation of the Dhauli and Jaugada versions of the Ashoka edicts («Archeological reports of Southern India», vol. I, 1887)

В «Schriften der Wiener Akademie der Wissenschaften»:
- Über eine sammlung von sanskrit- und prakrit-handschriften (1881)
- Über das zeitalter des kashmirischen dichters Somadeva (1885)
- Über eine inschrift des königs Dharasena von Valabhi (1886)
- Über eine neue inschrift des Gurjara königs Dadda II (1887)
- Über eine Sendrakainschrift
- Über die indische sekte der Yainas
- Über das Navasahasankacharita des Padmagupta (1888, with Th. Zachariae)
- Über das Sukrtasamkirtana des Arisimha (1889)
- Die indischen inschriften und das alter der indischen kunstpoesie (1890)
- Indian studies: I. The Jagaducarita of Sarvananda, a historical romance from Gujarat (1892); II. Contributions to the history of the Mahabharata (with J. Kirste); III. On the origin of the Brahmi alphabet (1895)